# Abdou Sidikou Issa

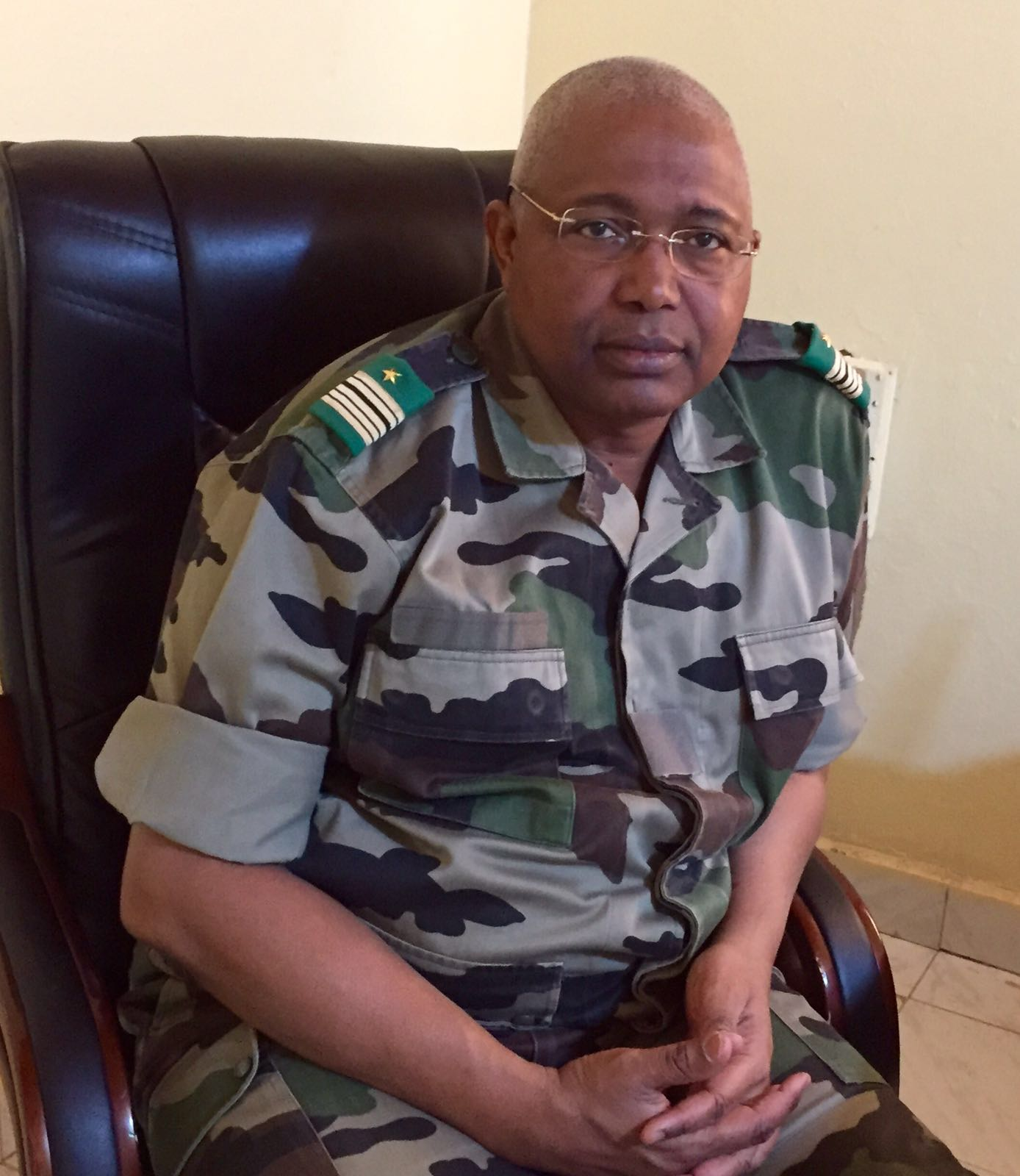
Abdou Sidikou Issa (2016)

Abdou Sidikou Issa (* 14. März 1964) ist ein nigrischer General und Diplomat.

## Leben
Abdou Sidikou Issa war Internatsschüler an der Militärschule von Bingerville in der Elfenbeinküste. In Frankreich besuchte er die Militärschule Saint-Cyr und die Panzer-Schule von Saumur. Weitere Fortbildungen absolvierte er an der Generalstabsschule im malischen Koulikoro sowie an der Generalstabsakademie und dem Fortbildungsinstitut des Centro Alti Studi per la Difesa in Rom. Zudem erwarb er einen Master-Titel in internationalen Sicherheitsstudien an der Universität Perugia und einen weiteren Master-Titel in internationaler Militärstrategie an der Universität Mailand und der Universität LUISS in Rom.
Issa absolvierte eine militärische Laufbahn bei den Streitkräften Nigers, kam aber auch in der Zivilverwaltung zum Einsatz. Im Verteidigungsministerium arbeitete er eine Zeit lang als Personaldirektor. Während der kurzen Herrschaft der Militärjunta Rat der nationalen Versöhnung wurde er im April 1999 zum Präfekten des Departements Maradi ernannt. Diese Funktion übte er bis Februar 2000 aus.
Wegen seiner damaligen Funktion als Oberkommandant der Nationalgarde wurde Issa auch Mitglied der ab Februar 2010 herrschenden Militärjunta Oberster Rat für die Wiederherstellung der Demokratie. Allerdings wurde er am 8. Oktober 2020 als Oberkommandant der Nationalgarde abgesetzt und am 15. Oktober 2020 vorübergehend festgenommen. Ihm und den mitangeklagten Offizieren Abdoulaye Badié und Amadou Diallo wurde vorgeworfen, bereits seit drei Monaten an einem Plan gearbeitet zu haben, den vorgesehenen Übergang vom Militärregime zu einer zivilen demokratischen Ordnung zu verzögern.
Unter Staatspräsident Mahamadou Issoufou kommandierte Abdou Sidikou Issa 2016 die Militäroperation gegen die Terrororganisation Boko Haram in der Region Diffa. Er wurde im selben Jahr zum stellvertretenden Chef des Generalstabes der Streitkräfte ernannt. Im Januar 2018 bekam er als Stabschef die Leitung der Bodenstreitkräfte übertragen. Nach den verheerenden Terroranschlägen auf die Militärstützpunkte von Inatès und Siné Godar musste er im Januar 2020 diesen Posten räumen und wurde stattdessen Generalinspektor des Heeres und der Gendarmerie.
Unter Staatspräsident Mohamed Bazoum wurde Issa am 29. März 2023 zum Brigadegeneral erhoben und am 31. März 2023 in der Nachfolge von Salifou Mody zum Chef des Generalstabes der Streitkräfte bestimmt. Er drückte öffentlich seine Unterstützung für den Staatsstreich vom 26. März 2023 aus, der die Militärjunta Nationaler Rat für den Schutz des Vaterlandes an die Macht brachte. Dennoch musste er die militärische Führung der Streitkräfte abgeben. Neuer Chef des Generalstabes wurde Moussa Salaou Barmou. Während mehrerer nachfolgender Monate übte Issa keine einflussreiche Funktion mehr aus.
Die Militärjunta wandte sich außen- und sicherheitspolitisch in erster Linie Russland zu. Entsprechende Bedeutung hatte nunmehr der nigrische Botschafter in Russland, zu dem Abdou Sidikou Issa am 14. Mai 2024 ernannt wurde. Am 5. November 2024 erfolgte seine Akkreditierung durch den russischen Präsidenten Wladimir Putin.
Abdou Sidikou Issa ist verheiratet und hat vier Kinder.

## Ehrungen
- Kommandeur des Nationalordens Nigers[1]